# Szentjobb

Mercurius apát szobra Szentjobbon (2006), Sánta Csaba alkotása

Szentjobb (románul Sâniob, falu Romániában, Bihar megyében, az azonos nevű község központja.

## Fekvése
A település Nagyváradtól mintegy 40 km-re északkeletre, a Berettyó jobb partján fekszik.

## Nevének eredete
Szentjobb nevét Szent István király kézereklyéjéről, a Szent Jobbról kapta. Az első magyar király földi maradványáról, Szent László király parancsára leválasztott, épen megmaradt teljes jobb karját Mercurius, a székesfehérvári királyi bazilika őrkanonokja vitte az akkor Berekisnek nevezett településre 1061 körül, minden bizonnyal azért, hogy az ereklyét megóvja az akkortájt kitört pogánylázadásoktól. István székesfehérvári szarkofágjának a király szentté avatása kapcsán történt 1083-as felnyitása után Szent László királynak tudomására jutott, hogy a jobb kezet hol őrzik. Ekkor elzarándokolt a faluba, amelynek a Szentjobb nevet adta.

## Története
1213-ban Beruchyou néven említik először. Monostorát a 11. században alapították, majd a török terjeszkedés miatt a 16. században várrá alakították át. 1660-ban a török foglalta el.
1684-ben Caraffa foglalta vissza. A karlócai békében határozták el lerombolását, amelyre csak 1711 után került sor. 1745-ben köveiből épült a templom.
1910-ben 1808 túlnyomórészt magyar lakosa volt. A trianoni békeszerződésig Bihar vármegye Székelyhídi járásához tartozott.

## Egyházi kinevezések
- Tempfli József nagyváradi megyés püspök (1931–2016) egyben szentjobbi főapát is volt. 1982-ben még Monsignore dr. Hosszú László nagyváradi ordinárius-vikárius nevezte ki a székesegyházban szentjobbi apáttá.

## Polgármesterek
| Polgármester | Polgármester  | Polgármester |
| ------------ | ------------- | ------------ |
| 1992–1996    | László Sándor |              |
| 1996–2000    | Maráz Sándor  |              |
| 2000–2004    | Zatykó István | RMDSZ        |
| 2004–2008    | Zatykó István | RMDSZ        |
| 2008–2012    | Zatykó István | RMDSZ        |
| 2012–2016    | Molnár József | RMDSZ        |
| 2016–2020    | Molnár József | Független    |
| 2020–2024    | Zatykó Jácint | RMDSZ        |
| 2024-től     | Zatykó Jácint | RMDSZ        |

## Nevezetességei
- középkori vár romjai
- római katolikus templom (építésének kezdete 1736)
- A római katolikus templom kertjében található Szent Korona emlékjel és Szent István mellszobra
- A római katolikus templom tornyában található Mátyás-korabeli, XV. századi harang
- református templom (épült 1811)
- A református templom kertjében áll Bocskai István szobra
- Irgalmas nővérek zárdája, építtetője Fraknói Vilmos apát, ma Caritas gyermekotthon
- Sarlós Boldogasszony tiszteletére felszentelt kápolna, ahol teljes búcsú nyerhető (ma temetőkápolna)
- A 400 évesre becsült kocsányos tölgy (Quercus robur) Szentjobb szélén a Nyulas erdő bejáratánál található. Törzsvastagsága 6,3 méter, magassága 22 méter, lombkoronájának átmérője 25 méter.
- 2006. augusztus 19-én Erdő Péter esztergomi érsek, bíboros, prímás (püspök) és Tempfli József megyés püspök jelenlétében leleplezték Mercurius apát bronzszobrát.[1][2]
- A Fekete Madonna kegykép. a brünni csodatevő Szűzanya XVIII. századi másolata, melyet Dietrichstein Károly Hannibál salzburgi kanonok, szentjobbi apát adományozott az egyházközségnek.
- Mária Terézia levele és aláírása a Szent Jobb selyemre festett képével

## Híres személyek
- Itt született Barna Anci színésznő 1902. január 17-én.
- Itt született Nagy Csaba Sándor órásmester, feltaláló, költő 1951-ben.
- Itt tanított 1950 és 1956 között Tempfli József későbbi püspök és szentjobbi apát.
- Itt született Jónás Sándor református lelkipásztor 1958. szeptember 2-án.
- Itt született Csilik János plébános 1956. szeptember 20-án.
- Itt élt Fraknói Vilmos apát, az 1996-ban róla elnevezett Római Magyar Történeti Intézet megalapítója, az MTA főtitkára
- Itt volt káplán Lehóczky József 1848-as honvéd hadnagy

## Szentjobb község települései
- Szentjobb (Sâniob) – községközpont
- Biharcsanálos (Cenaloș)
- Berettyócsohaj (Ciuhoi)
- Berettyófarnos (Sfârnaș)

## Testvértelepülései
- Szentpéterszeg, Magyarország